# Championnats du monde de cyclisme sur piste 1908
Navigation
Paris 1907 Copenhague 1909
Les Championnats du monde de cyclisme sur piste 1908 ont eu lieu du 26 juillet au 2 août, en Allemagne. Les épreuves amateurs ont lieu à Leipzig le 26 juillet et les épreuves pour les professionnels ont lieu du 30 juillet au 2 août au Vélodrome de Steglitz à Berlin.

## Résultats

### Podiums professionnels
| Compétition | Or                          | Argent                         | Bronze                        |
| ----------- | --------------------------- | ------------------------------ | ----------------------------- |
| Vitesse     | Thorvald Ellegaard Danemark | Gabriel Poulain France         | Charles Van Den Born Belgique |
| Demi-fond   | Fritz Ryser Suisse          | Eugenio Bruni Royaume d'Italie | Arthur Vanderstuyft Belgique  |

### Podiums amateurs
| Compétition | Or                             | Argent                         | Bronze                     |
| ----------- | ------------------------------ | ------------------------------ | -------------------------- |
| Vitesse     | Victor Johnson Grande-Bretagne | Benjamin Jones Grande-Bretagne | Emile Demangel France      |
| Demi-fond   | Leon Meredith Grande-Bretagne  | Gustav Janke Allemagne         | Léon Vanderstuyft Belgique |

## Tableau des médailles
| Rang | Nation          | Or | Argent | Bronze | Total |
| ---- | --------------- | -- | ------ | ------ | ----- |
| 1    | Grande-Bretagne | 2  | 1      | 0      | 3     |
| 2    | Danemark        | 1  | 1      | 0      | 2     |
| 3    | Suisse          | 1  | 0      | 0      | 1     |
| 4    | France          | 0  | 1      | 1      | 2     |
| 5    | Italie          | 0  | 1      | 0      | 1     |
| 6    | Belgique        | 0  | 0      | 3      | 3     |

## Liste des engagés
- Vitesse professionnels
  -  Allemagne : Otto Meyer,Wegener, Willy Arend, Eugen Stabe (de), Willy Bader, Stiplaschek, Willi Tadewald, Julius Bettinger (de), Techmer
  -  Belgique : Charles Van Den Born
  -  Danemark : Thorvald Ellegaard,
  -  France : Léon Hourlier, Gabriel Poulain, Edmond Jacquelin
  -  Italie : Egisto Carapezzi, Gardellin
  -  Pays-Bas : Guus Schilling
  -  Russie : Iwan Nedela
  -  Suisse : Emil Dörflinger
  - Bournac
  - Peter

- Demi-fond
  -  Allemagne : Richard Scheuermann, Bruno Demke,  Arthur Stellbrink, Kurt Rosenlöcher
  -  Belgique : Arthur Vanderstuyft,
  -  France : Georges Parent
  -  Italie : Eugenio Bruni
  -  Suisse : Fritz Ryser